# Jan Nepomucen Godlewski
Jan Nepomucen Godlewski (ur. 8 grudnia 1865 w Utracie, zm. 22 maja 1945 w Koninie) – polski lekarz, działacz społeczny, polityczny i niepodległościowy, organicznik aktywny w Wielkopolsce, ziemianin.

## Życiorys

### Dzieciństwo i młodość
Jan Nepomucen Godlewski urodził się 8 grudnia 1865 roku w dzierżawionym przez brata matki – Józefa Miśkiewicza – majątku Utrata, leżącym w pobliżu Pabianic w powiecie kaliskim.
Był synem Józefa Godlewskiego oraz Antoniny Godlewskiej z domu Miśkiewicz, którzy parę miesięcy przed narodzeniem syna sprzedali, w obawie przed konfiskatą przez władze carskie, majątek Młodzieniaszek położony w pobliżu Pabianic. Jego ojciec był łącznikiem w powstaniu styczniowym, a brat matki – Władysław Miśkiewicz, uczestnikiem powstania wielkopolskiego w 1848 roku, żołnierzem francuskiej Legii Cudzoziemskiej, Legionu Czajkowskiego, weteranem wojny krymskiej i uczestnikiem powstania styczniowego w stopniu rotmistrza (Miśkiewicz miał też braci: Józefa i Ignacego – poruczników w powstaniu styczniowym).
Po zdobyciu podstawowego wykształcenia Godlewski opuścił rodzinną wieś. W 1884 roku zdał maturę w Kaliszu. Następnie w 1890 roku ukończył studia na Wydziale Medycyny Uniwersytetu Warszawskiego. W późniejszym okresie życia ukończył studia uzupełniające w Krakowie, Wrocławiu i Berlinie.
W trakcie studiów rozpoczął pracę w kółkach oświeceniowych, samokształceniowych oraz uczestniczył w Warszawie w demonstracji skierowanej przeciwko Cyrkowi Salamońskiego, wyśmiewającego polski patriotyzm, za co został skazany, wraz 32 kolegami, na dwa miesiące aresztu.
Podczas studiów w Warszawie mieszkał razem z Romanem Dmowskim. To pod jego wpływem Godlewski włączył się w działalność niepodległościową Narodowej Demokracji, co zakończyło się skazaniem go w lutym 1908 roku na karę półtorarocznego więzienia w Kaliszu.

### Okres wieruszowsko-kaliski
Po odbyciu dwumiesięcznej kary aresztu za udział w manifestacji patriotycznej Godlewski zamieszkał w Wieruszowie, w powiecie wieluńskim, w którym to przebywał aż do 1900 roku. Pracując, jako lekarz, czynnie angażował się w życie publiczne. Pomagał w budowie wieruszowskiej remizy strażackiej wraz z przyległą do niej salą teatralną oraz sanitariatem, a w Klonowej (w powiecie sieradzkim) zorganizował specjalną spółkę, mającą za zadanie uratowanie podupadającej huty szkła.
Pomimo wcześniejszych zatargów z carskim prawem, bez względu na konsekwencje, sprowadzał z zagranicy nielegalne książki, które przeważnie wysyłał do Warszawy.
Na początku XX-go wieku przeprowadził się na stałe do Kalisza, gdzie w Szpitalu Świętej Trójcy praktykował swoją posługę medyczną. Mimo ciężkiej pracy nie porzucił bezinteresownej pracy społecznej. Współpracował między innymi przy organizacji miejskiej Kasy Pożyczkowej czy polskiej fabryki koronek pod zarządem L. Kindlera, a także pełnił funkcję lekarza na koloniach organizowanych przez Towarzystwo Higieniczne. Przyczynił się również do zorganizowania w 1905 r. szeregu manifestacji patriotycznych.
W 1904 roku ożenił się z Jadwigą Porowską. Miał z nią czworo dzieci: Aleksandrę (1905–1969), Marię (1910–1995), Władysława (1913–1939) i Wandę (1920–1943).

### Okres koniński

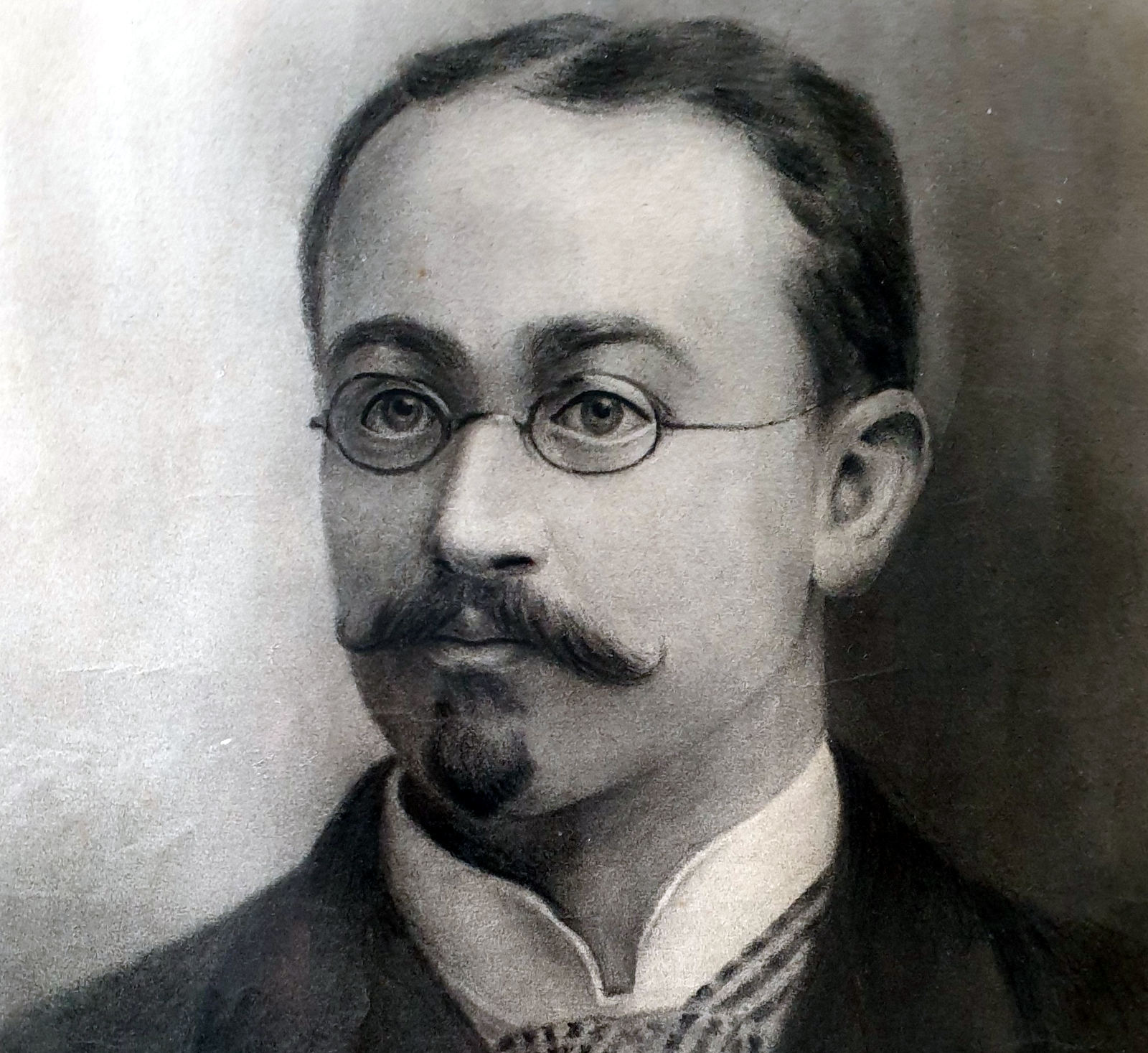
Jan Nepomucen Godlewski

W 1905 roku doktor Jan Nepomucen Godlewski przeniósł się do Konina. Rozpoczął pracę w miejskim szpitalu i tak jak w pozostałych miejscach zamieszkania, czynnie angażował się w życie publiczne: przyczynił się do rozwoju lokalnej szkoły średniej, założył konińską Macierz Szkolną, a ponadto pełnił funkcję członka miejskiej Rady Pożyczkowo-Oszczędnościowej. Podczas wyborów do Dumy poparł w wyborze na posła Romana Dmowskiego.
Po zajęciu Konina przez wojska rosyjskie, podczas I wojny światowej, udał się do Kalisza, aby uratować przed Niemcami ciężko chorego kuzyna sędziego Chrzanowskiego z Dankowa. Dzięki opasce Czerwonego Krzyża oraz łapówce, wyprowadził ze zrujnowanego Kalisza kuzyna sędziego. Ocalały niestety nie przeżył drogi powrotnej. Zmarł najprawdopodobniej podczas pierwszego postoju w Rychwale.
Po wkroczeniu wojsk niemieckich do Konina, oficer, pełniący funkcję lekarza wojskowego, kategorycznie, pod groźbą rozstrzelania, zażądał od dra Godlewskiego, będącego wówczas ordynatorem szpitala w Koninie, opuszczenia budynków lecznicy przez wszystkich pacjentów w ciągu kilku godzin. Godlewski replikował, wskazując na groźbę wybuchu epidemii cholery azjatyckiej (w szpitalu leżała wtedy pacjentka w podeszłym wieku z objawami tej choroby). Niemcy, chcąc potwierdzić wiarygodność jego słów, nakazali pobrać od pacjentki próbki, które zostały wysłane do laboratorium w Berlinie. Ostatecznie niemieccy lekarze również potwierdzili diagnozę Godlewskiego. Koniński szpital został jednak ewakuowany, lecz nie w trybie natychmiastowym, tylko w dniu następnym i w lepszych warunkach sanitarnych.
Doktor Jan Nepomucen Godlewski jeszcze przez pewien czas leczył bezpłatnie pacjentów konińskiej lecznicy, wśród których, oprócz Polaków, znajdowali się również Rosjanie i Niemcy. Ponadto rannym jeńcom-rodakom umożliwiał ucieczkę ze szpitala, dostarczając im potajemnie ubrania cywilne. W 1916 roku przeniósł się na stałe do zakupionego przed wojną majątku w Cząstkowie, w którym mieszkał przez kolejne 24 lata.

### Okres cząstkowski

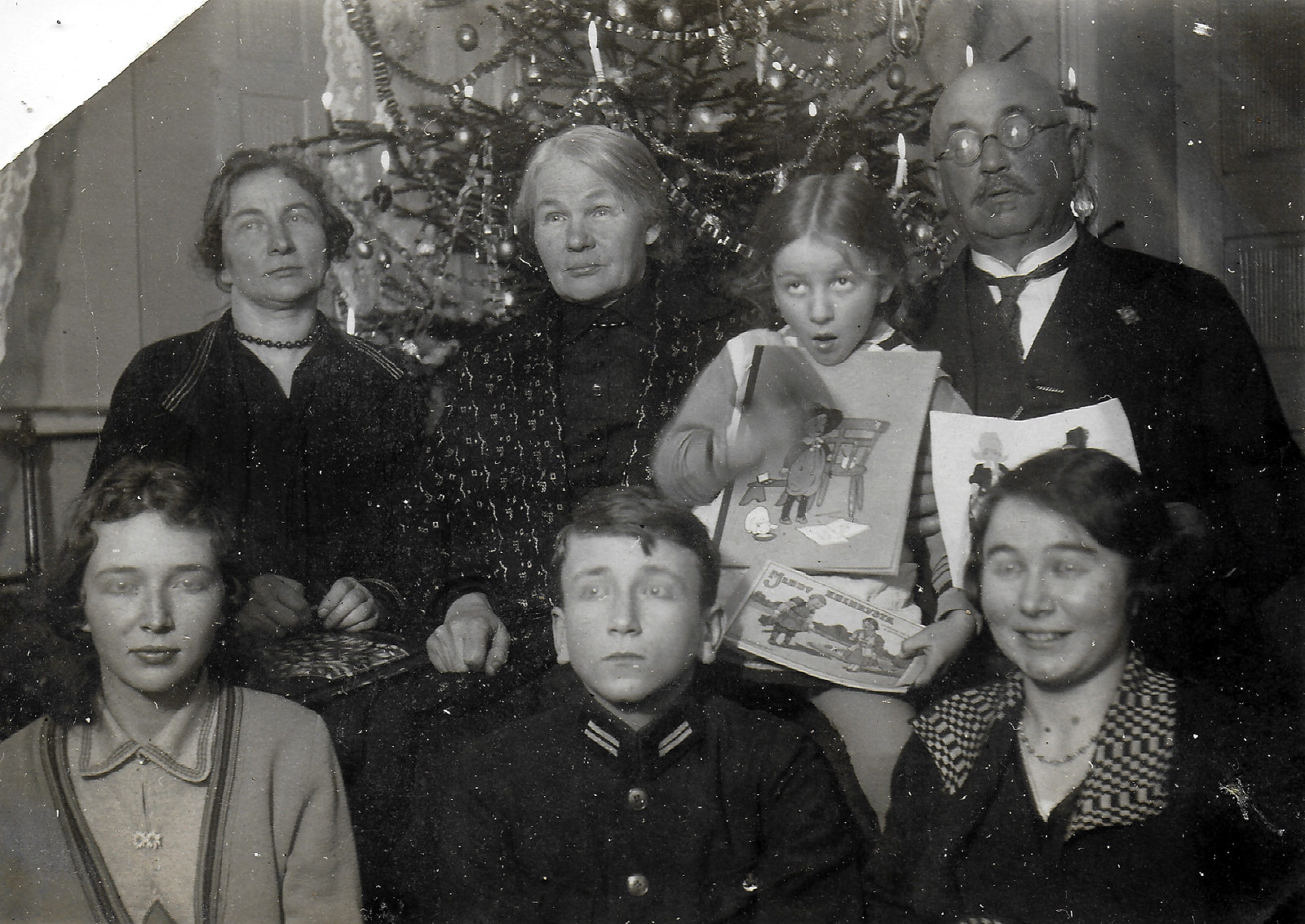
Józefa i Jan Nepomucen Godlewscy z dziećmi, 1928

Jan Nepomucen Godlewski w 1919 roku przekazał, wraz z żoną, szereg darów na rzecz Państwa Polskiego. Było to m.in. dziewięć kawałków złota, po 22 gramy, złote i srebrne monety, a nawet dwie złote obrączki ślubne. W tym samym roku, na rzecz Wojska Polskiego, podarował: cztery baranie kożuchy, pięć wyprawionych skór, dwa płaszcze i cztery wojskowe mundury.
Dr Nepomucen Godlewski czynnie angażował się w modernizację Dobrosołowa. Był współinicjatorem i pierwszym prezesem jednostki Ochotniczej Straży Pożarnej w Dobrosołowie (w 1935 roku otrzymał srebrny medal za zasługi na rzecz pożarnictwa). Przyczynił się do powstania orkiestry strażackiej i sprowadzenia dla niej instrumentów muzycznych. Brał udział w tworzeniu sklepu spółdzielczego, filii mleczarni kleczewskiej i w organizowaniu poczęstunków dla dzieci przystępujących do pierwszej komunii świętej.
Nie ograniczał jednak swojej działalności do Cząstkowa czy Dobrosołowa. Pomagał w założeniu mleczarni w Kleczewie, brał czynny udział w rozwoju Zjednoczonych Fabryk Terpentyny „Terebentin”, czy w powstaniu Towarzystwa „Pług Parowy” przy Cukrowni Gosławice, Syndykatu Rolniczego Kaliskiego, gorzelni w Golinie oraz Banku Ludowego w Koninie. Był współorganizatorem, na terenie Kazimierza Biskupiego, ochronki dla dzieci pochodzących z ubogich łódzkich rodzin robotniczych, nad którymi sprawował bezpłatną opiekę medyczną.
Od 1937 roku był jednym z tzw. opiekunów społecznych, do zadań należało opiniowanie wniosków o zapomogi dla ludzi biednych i bezrobotnych z gminy Kazimierz Biskupi, a w 1938 roku wszedł w skład komitetów budowy szkół na terenie gminy Kazimierz Biskupi.
Mimo czynnego zaangażowania w sferze gospodarczej, nie zapomniał o swojej posłudze medycznej. Niezamożnych pacjentów leczył za darmo, a nieraz nawet wspierał finansowo. Był nie tylko lekarzem ogólnym i położnikiem wzywanym do ciężkich przypadków, lecz w razie konieczności podejmował się także obowiązków weterynarza. 
Był wrażliwy na cudzą krzywdę. Pomógł m.in. Franciszce Zbyszewskiej z Anielewa w odzyskaniu ciężko zarobionych pieniędzy. Jej mąż - Antoni Halas vel Hałas, pracował w kopalni złota w USA, gdzie zginął tragicznie, pozostawiając niewysłane rodzinie wynagrodzenie. Doktor Jan Nepomucen Godlewski wynajął adwokata, który popłynął do Ameryki po pozostawione przez Antoniego Halasa fundusze, które udało się rodzinie odzyskać.
Doktorowi Janowi Nepomucenowi Godlewskiemu, z racji intensywnej pracy lekarskiej i czynnego zaangażowania w życie społecznej, nie pozostawało zbyt wiele czasu na osobiste gospodarowanie majątkiem, liczącym 321,35 ha. W rolę gospodarza zarządzającego majątkiem weszła jego najstarsza córka, inż. rolnik Aleksandra Godlewska – absolwentka Państwowej Szkoły Gospodarstwa Wiejskiego w Cieszynie.

### II wojna światowa i śmierć

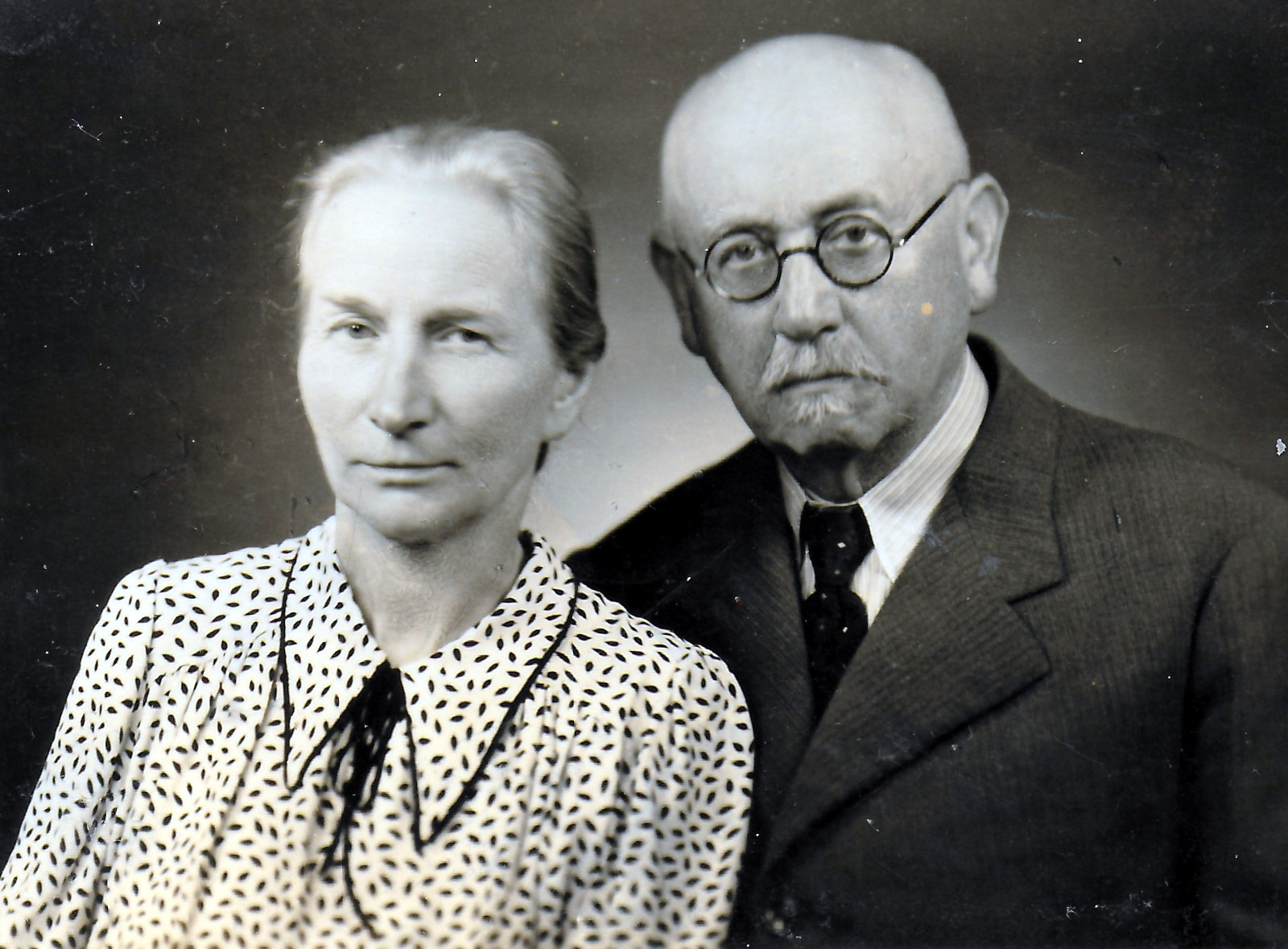
Józefa i Jan Nepomucen Godlewscy

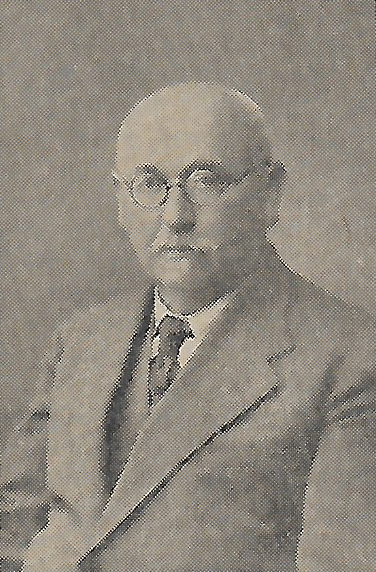
Jan Nepomucen Godlewski

Na początku II wojny światowej jego jedyny syn – inżynier i oficer 17 Pułku Ułanów, Władysław Godlewski, zginął w bitwie niedaleko Łęczycy. Doktorowi Janowi Nepomucenowi Godlewskiemu udało się w późniejszym czasie przetransportować i pochować ciało syna na cmentarzu parafialnym w Dobrosołowie.
W 1940 roku, na skutek wyrzucenia z majątku przez Niemców, zamieszkał z rodziną na plebanii w pobliskim Dobrosołowie, gdzie córka Maria prowadziła własny gabinet stomatologiczny. W 1943 roku, wyniszczona szkarlatyną i pracą przymusową, zmarła jego najmłodsza córka – Wanda.
Pomimo ciężkich warunków materialnych, będąc jedynym polskim lekarzem w okolicy, leczył za darmo ubogich mieszkańców gminy Kazimierz Biskupi. W każdym tygodniu, nie bacząc na wiek i pogodę, jeździł do pobliskiego Kazimierza Biskupiego, w którym również praktykował posługę medyczną. Przez całą okupację hitlerowską dużą część pieniędzy przeznaczał dla ubogich oraz na zorganizowanie paczek dla jeńców wojennych, więźniów obozów koncentracyjnych i przesiedlonych do Generalnego Gubernatorstwa. Ponadto współpracował z miejscowym ruchem oporu, np. przekazując zaufanym osobom prasę konspiracyjną.
Do ostatnich dni życia, pełnił posługę medyczną na rzecz Polaków. Z powodu ciężkiej choroby trafił do szpitala w Koninie, gdzie, mimo troskliwej opieki, zmarł 22 maja 1945 roku, po ponad 55 latach służby lekarskiej.
Rodzina, dzięki pomocy finansowej udzielonej przez dra Pałysa z Konina, mogła godnie pochować zmarłego. Uroczysty pogrzeb dra Godlewskiego odbył się na cmentarzu w Dobrosołowie, gdzie żegnali go licznie zgromadzeni pacjenci, pracownicy i mieszkańcy okolicznych wsi. Na pogrzeb przybył również z Kazimierza Biskupiego oddział radzieckich żołnierzy, który, na cześć zmarłego, oddał honory wojskowe.

## Upamiętnienie
W opracowanym w 2000 roku dokumencie Strategia Rozwoju Gminy Kazimierz Biskupi, przyjętym przez Radę Gminy Kazimierz Biskupi uchwałą Nr XXX/229/2000 z dnia 26 października 2000, w rozdziale drugim przedstawiającym wyniki analizy SWOT wymieniono „siedem mocnych stron gminy Kazimierz Biskupi”, pośród których znalazły się związane z gminą „wielkie rody, znane nazwiska”, w tym postać Nepomucena Godlewskiego.
W październiku 2022 roku w Dobrosołowie umieszczono jedenaście tablic upamiętniających historię wsi i parafii Dobrosołowo, w tym postać Jana Nepomucena Godlewskiego. W tym samym miesiącu w szkole w Dobrosołowie odsłonięto tablicę upamiętniającą ludzi zasłużonych dla lokalnej oświaty. Jednym z wymienionych na tablicy był doktor Jan Nepomucen Godlewski. 